# マイク・シプリー
マイク・シプリー（Mike Shipley、1956年10月7日 - 2013年7月25日）は、オーストラリア・シドニー出身のグラミー賞受賞ミックス・エンジニア。数十年間にわたり世界の音楽業界で活躍しており、これまで携わったプロジェクトのセールスは数億枚にのぼる。
これまでにクイーンやAC/DC、ライナム、ジョニ・ミッチェル、カーズ、ミートローフ、デフ・レパード、フロック・オブ・シーガルズ、ウィンガー、ザ・クラッシュ、ヴァン・ヘイレン、ザ・コアーズ、アンバーリン、キム・カーンズ、ケリー・クラークソン、シャナイア・トゥエイン、ブロンディ、エアロスミス、トム・ペティ、フォリナー、ディーヴォ、チープ・トリック、ジミー・バーネス、エンリケ・イグレシアス、 ティム・マッグロウ、マルーン5、ベアネイキッド・レディース、ベルリン、フェイス・ヒル、ニッケルバック、マイケル・ボルトン、ローナン・キーティング、トーマス・ドルビー、リック・オケイセック、ジェファーソン・エアプレイン、グリーン・デイ、ブレスト・バイ・ア・ブロークン・ハート、ブラック・クロウズ、アリソン・クラウス、ケイシー・チェンバース、パパ・ローチ、ショーン・コルヴィン、ジョン・ウェイト、マイ・ケミカル・ロマンスなどといった、さまざまなアーティストのプロデュースやミックスに携わってきた。

## 経歴
イギリスでの学生時代をすごしていた1970年代前半に、レコーディング業に興味を持つようになる。オーストラリア・メルボルンの高校を卒業すると、後にクイーンやセックス・ピストルズとの仕事で大きなチャンスを掴むことになったウェセックス・スタジオがあるロンドンに戻る。エンジニアとしての最初のセッションは1970年代後半から1980年代前半にかけてパンク・ロックが爆発的に流行した時期と重なり、ダムドなどのレコーディングに携わった。ウェセックス・スタジオ時代の同期にプロデューサーのロイ・トーマス・ベイカーとクリス・トーマス、エンジニアのティム・フリーズ・グリーン、ビル・プリンスらがいる。
ジョニ・ミッチェルからの依頼を受け、1984年にロサンゼルスに赴いたシプリーは、それ以降ロサンゼルスを活動の拠点とする。
シプリーの音が次第にエンジニア業界で人気を失いはじめると、シプリーは休暇にハワイへ向かった。しかし、すぐにシプリーの音を求めるミュージシャンから仕事の依頼が舞い込むようになり、ロサンゼルスに戻った。以降、キャリアの全盛期を迎え、シャナイア・トゥエインやザ・コアーズ、アンバーリン、マルーン5、フェイス・ヒル、インディア・アリー、ケリー・クラークソン、グリーン・デイ、ニッケルバックらとの仕事で大きな成功を収める。
2013年7月25日、自殺。